# Alexander Carl Otto Westphal

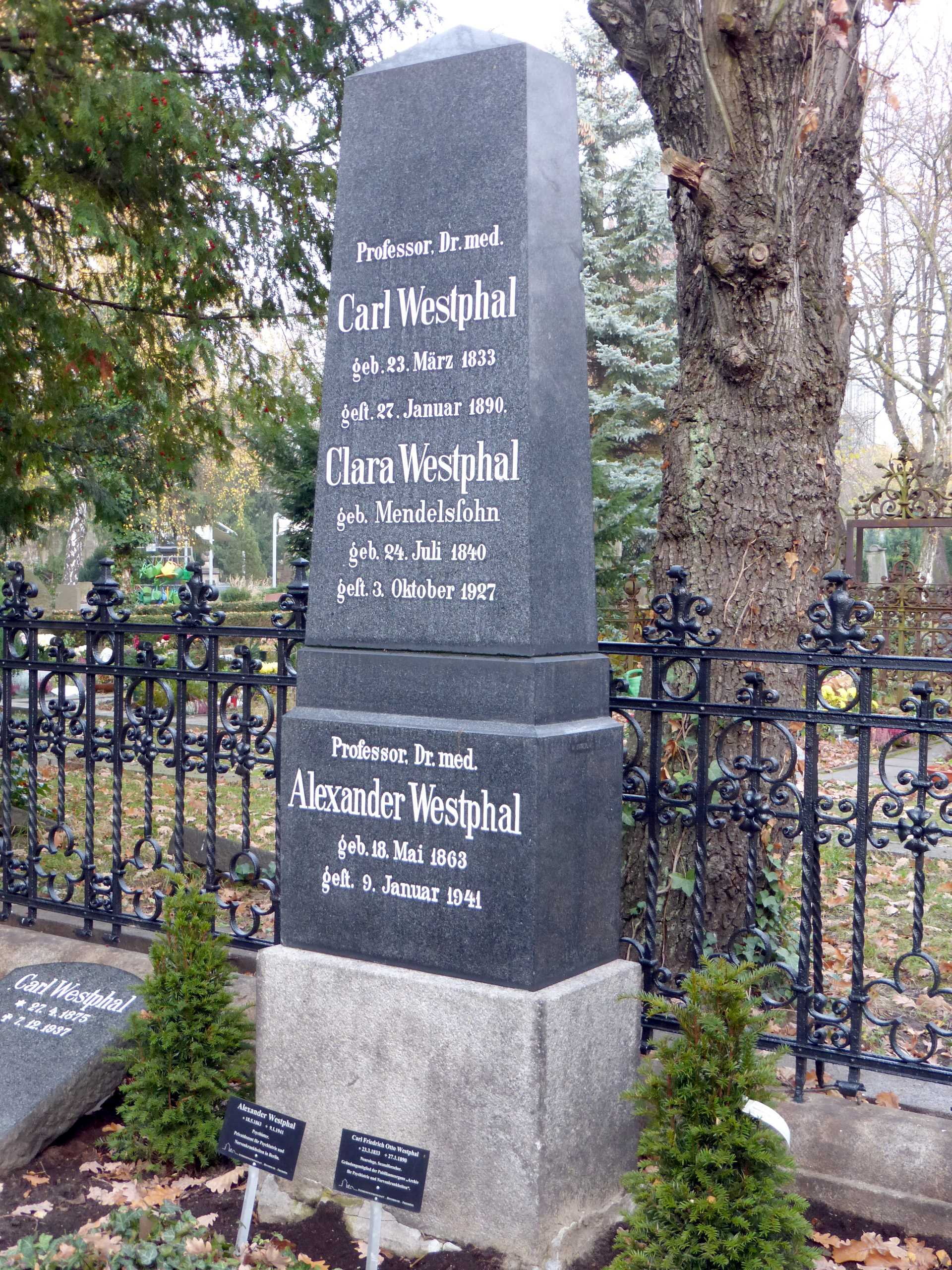
Grób rodziny Westphal

Alexander Carl Otto Westphal (ur. 18 maja 1863 w Berlinie, zm. 9 stycznia 1941 w Bonn) – niemiecki lekarz psychiatra i neurolog, profesor Uniwersytetu w Bonn.

## Życiorys
Syn neurologa i psychiatry Carla Westphala (1833–1890) i jego żony Clary z domu Mendelssohn.
Studiował medycynę na Uniwersytecie w Heidelbergu i Uniwersytecie w Berlinie, tytuł doktora medycyny otrzymał w Berlinie w 1888. Następnie był asystentem Wilhelma Heinricha Erba i Hansa Curschmanna w Lipsku. W 1892 został ordynatorem oddziału chorób neurologicznych kliniki Charité u Friedricha Jolly'ego, w 1894 roku specjalizował się w neurologii i psychiatrii. W 1902 przyjął propozycję Uniwersytetu w Greifswaldzie i został profesorem nadzwyczajnym na tamtejszej katedrze neurologii, w 1904 został profesorem zwyczajnym na Uniwersytecie w Bonn. W 1928 przeszedł na emeryturę. Zmarł w 1941 roku, pochowany jest na cmentarzu żydowskim przy Hallesches Tor (Friedhof I der Jerusalems- und Neuen Kirchengemeinde) w Berlinie-Kreuzbergu.
Jego uczniami byli m.in. Otto Lowenstein i Max Mikorey. Zmarł w 1941 roku.

## Dorobek naukowy
Westphal zajmował się m.in. moczówką prostą, białaczkami i różnorodnymi zagadnieniami neuropsychiatrycznymi. Upamiętniają go nazwy zespołu Westphala-Piltza (odruchu źrenicznego Westphala-Piltza) i zespołu Westphala-Bernharda (pierwotne bliznowate zwężenie brodawki Vatera).

## Wybrane prace
- Ueber Encephalopathia saturnina. „Archiv für Psychiatrie und Nervenkrankheiten”. 19 (3), s. 620–666, 1888. DOI: 10.1007/BF02102173.
- Die elektrischen Erregbarkeitsverhältnisse des peripherischen Nervensystems des Menschen in jugendlichem Zustand nnd ihre Beziehungen zu dem anatomischen Bau desselben. „Archiv für Psychiatrie und Nervenkrankheiten”. 26 (1), s. 1–98, 1894. DOI: 10.1007/BF02046658.
- Karl Pelman zum 50jährigen Doktorjubiläum. Archiv für Psychiatrie und Nervenkrankheiten 47, s. 990-991, 1910
- Westphal, A., Schulze, R., Hübner A. H. Die neue Klinik für psychisch und Nervenkranke der Universität Bonn. Klinisches Jahrbuch. 24, s. 227-251, 1911
- Robert Thomsen. Chronik der Rheinischen Friedrich-Wilhelms-Universität zu Bonn für das Rechnungsjahr 1914. s 16-20.
- Carl Pelman. Archiv für Psychiatrie und Nervenkrankheiten 57, s. 535-540, 1917
- Westphal, A., Hübner, A.-H. „Aus der Psychiatrischen und Nervenklinik”. W: Finkelnburg R. (Hrsg.): Die Therapie an den Bonner Universitätskliniken. Bonn: A. Marcus & E. Webers Verlag. 1917 s. 235-253
- Westphal, A., Finkelnburg, R., Hübner, A.H. „Therapie der Neurosen: Neurasthenie, Hysterie, Epilepsie”. W: Finkelnburg R. (Hrsg.): Die Therapie an den Bonner Universitätskliniken. Bonn: A. Marcus & E. Webers Verlag. 1917 s. 221-234
- Lowenstein O., Westphal A. Experimentelle und klinische Studien zur Physiologie und Pathologie der Pupillenbewegungen : mit besonderer Berücksichtigung der Schizophrenie. Berlin: Karger, 1933
- Arthur Hübner†. Chronik der Rheinischen Friedrich-Wilhelms-Universität zu Bonn für das akademische Jahr 1933/34 s. 20-25, 1935